# Sudden Strike
Sudden Strike ist der Name einer Echtzeit-Strategiespiel-Reihe für Windows, welche den Zweiten Weltkrieg thematisiert. Aufgrund der Beliebtheit der Spiele sind bisher vier Basisspiele sowie dazugehörige Erweiterungen erschienen, die Fans um zahlreiche Mods erweitert haben.

## Sudden Strike
Der erste Teil der Serie wurde vom russischen Studio Fireglow Games entwickelt und im Jahr 2000 von cdv Software Entertainment für Microsoft Windows veröffentlicht. Mit Sudden Strike Forever erhielt das Spiel im darauffolgenden Jahr ein Add-on.

## Sudden Strike 2
Sudden Strike 2 ist der zweite Teil der Reihe. Das Spiel erschien am 31. Mai 2002. Wie der erste Teil wurde es von Fireglow entwickelt und durch cdv veröffentlicht. Die aktuelle Version ist 2.2. Neben einer neuen Kriegsfraktion (Japan) stehen neue Kampagnen, neue Einheiten und Spielmechaniken (Flugplätze und Kriegsschiffe) zur Verfügung.

### Sudden Strike: Resource War
Sudden Strike: Resource War ist eine eigenständige Computerspiel-Erweiterung zu Sudden Strike 2, die am 1. August 2004 veröffentlicht wurde. Neu war die Betankung mit Treibstoff, was für mehr logistische Aufgaben sorgte. Das Spiel wurde mit Versionsnummer 2.3 ausgeliefert.

## Sudden Strike 3: Arms for Victory
Der dritte Teil der Spielereihe, der den Titel Arms for Victory trägt, wurde im November 2007 in Frankreich und dem deutschsprachigen Raum veröffentlicht. Das Spiel wurde von Fireglow Games entwickelt und am 30. November 2007 durch Koch Media für Windows veröffentlicht. In Großbritannien erschien das Spiel am 5. Dezember desselben Jahres, während die Veröffentlichung in Nordamerika im März 2008 erfolgte.
Bereits kurz nach Veröffentlichung wurde eine kostenlose Erweiterung namens Ardennes Offensive angekündigt, die sich um die Ardennenoffensive dreht und im Juli 2008 erschien.
Das Spiel nutzt die von Fireglow selbst entwickelte Spiel-Engine Sudden Strike Next7.

## Sudden Strike 4
Am 11. August 2017 erschien der vierte Teil der Echtzeit-Strategie-Serie. Als Entwickler fungierte das ungarische Entwicklerstudio Kite Games. Dieses besteht überwiegend aus dem ehemaligen Stormregion Studio, welches für die Reihe Codename: Panzers verantwortlich ist.
Am 12. Oktober 2018 erschien ein DLC mit dem Namen Africa – Desert War.